# Radiator (album)
Pour les articles homonymes, voir Radiator.
Albums de Super Furry Animals
Fuzzy Logic
(1996) Ice Hockey Hair (en)
(1998)
Radiator est le second album du groupe gallois Super Furry Animals, sorti en août 1997. Il a atteint la 8e place du classement des ventes d'album au Royaume-Uni et a fait l'objet d'une réédition en 2017.